# Cung điện Potocki, Warszawa
Cung điện Potocki (tiếng Ba Lan: Pałac Potockich), là một cung điện baroque lớn ở Warsaw nằm ở số 15 Krakowskie Przingmieście, đối diện trực tiếp với Dinh Tổng thống. Ban đầu nó được xây dựng cho gia đình Denhoff và được kế nhiệm bởi gia đình Potocki vào cuối thế kỷ 18. Sau Thế chiến II, nó là trụ sở của Bộ Văn hóa và Nghệ thuật (Ministerstwo Kultury i Sztuki). Ngày nay - nó là trụ sở của Bộ Văn hóa và Di sản Quốc gia (Ministrystwo Kultury i Dziedzictwa Narodowego).

## Lịch sử
Tòa nhà ban đầu trong cung điện đã bị đốt cháy bởi lực lượng Thụy Điển và Brandenburg vào những năm 1650. Tòa nhà mới được ủy quyền bởi Ernest Denhoff và việc xây dựng bắt đầu vào năm 1693 dưới thời kiến trúc sư Giovanni Pioli. Từ năm 1731, nó thuộc về August Aleksander Czartoryski. 

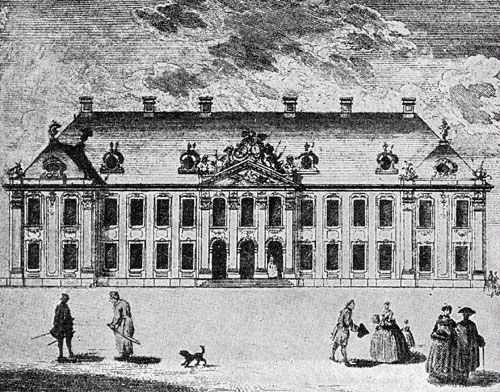
Cung điện Potocki năm 1762

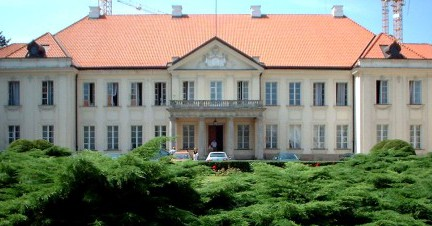
Sân bên trong

Dưới thời của gia đình Czartoryski, cung điện đã trải qua nhiều lần cải tạo. Vào năm 1760, mặt tiền của tòa nhà đã được đổi mới và các ngôi nhà bên ngoài mới và hai cánh hướng ra đường được xây dựng, kết thúc với các gian sảnh có mái bằng với mái nhà dựa trên kế hoạch của Jakub Fontana. Giữa chúng, một ngôi nhà bảo vệ được dựng lên (1763) với các tác phẩm điêu khắc của Sebastian Zeisl và hai cổng ở mỗi bên. Bố cục có hình dạng như hình móng ngựa, với một phần trung tâm và hai cánh bên. Tòa nhà được dẫn ra đường phố lại bởi một sân trong, được bảo vệ bởi một hàng rào sắt rèn với một cổng. Hàng rào được thiết kế theo phong cách tân rococo bởi Leandro Marconi.
Pałac Potockich đã bị người Đức phá hủy năm 1944 sau sự sụp đổ của cuộc nổi dậy Warsaw. Nó được xây dựng lại sau chiến tranh năm 1948-1950 theo thiết kế của Jan Zachwatowicz.